# Constitución de Guinea Ecuatorial de 1968
La Constitución de Guinea Ecuatorial de 1968 fue promulgada de cara a la independencia de la República de Guinea Ecuatorial el 12 de octubre de 1968. La importancia histórica de la misma es grande, al tratarse de la primera Constitución promulgada en Guinea Ecuatorial, además de tratarse de un texto que consagra la democracia liberal, la soberanía popular, la libertad de religión y el derecho de autodeterminación, cuando en España aún estaba vigente el régimen de Francisco Franco.
De acuerdo con el texto, Guinea Ecuatorial se configuraba como una República soberana, indivisible, democrática y social, con un sistema presidencialista, siendo el presidente elegido por sufragio universal directo y secreto por un mandato de cinco años. Asimismo, la Constitución aseguraba los derechos y libertades fundamentales del individuo, fundamentaba la estructura política en el voto de todos los ciudadanos y determinaba la separación de funciones entre los órganos legislativo, ejecutivo y judicial.

## Historia
En diciembre de 1966 el Consejo de Ministros español acordó preparar la Conferencia Constitucional. El 30 de octubre de 1967 se inauguró dicha Conferencia. Terminada la segunda fase de la Conferencia Constitucional (del 17 de abril al 22 de junio de 1968), la Constitución (cuyo redactor principal fue Miguel Herrero de Minon) fue publicada en el Boletín Oficial de la Guinea Ecuatorial del 24 de julio de 1968, siendo ratificada en referéndum popular realizado el 11 de agosto bajo la supervisión de un equipo de observadores de las Naciones Unidas. Un 64,32% del electorado votó a favor de la Constitución, que preveía un gobierno con una Asamblea General y un Tribunal Supremo con jueces nombrados por el presidente.
Oficialmente estuvo en vigencia cuatro años, desde su promulgación hasta julio de 1973, cuando fue aprobada una nueva Constitución. Sin embargo, apenas si entró en vigor de facto, puesto que en su período de aplicación el país acababa de alcanzar la independencia bajo el mando de Francisco Macías. En marzo de 1969, en medio de una grave crisis con España, anunció la existencia de un intento de golpe de Estado, aprovechando para poner fuera de juego a la oposición política (Bonifacio Ondó Edu, Atanasio Ndongo, Federico Ngomo, etc). Ya en mayo de 1971 derogó parte del articulado de la misma para afianzar su poder personal y establecer una dictadura de partido único, mediante el Decreto N. 115, (7 de mayo de 1971). En el mismo, Macías hacía responsable de dos intentos de golpe de Estado a "los neocolonialistas e imperialistas españoles, poniendo de pantalla a sus lacayos traidores africanos" y justificaba la derogación de parte del texto afirmando que la Constitución vigente, pese a participar él mismo en su elaboración, había sido "prefabricada por España". En esta misma línea, en julio de 1972 promulgó una Ley Constitucional por la que se declaraba presidente vitalicio del país.

## Contenido y estructura
El texto de la Constitución estaba organizado en torno a un Preámbulo, diez títulos con 58 artículos y una serie de disposiciones finales (tres transitorias y una complementaria, esta última disponiendo la ratificación del texto a través del posterior referéndum popular) de acuerdo con la siguiente estructura:
- Preámbulo
- Título. I — DEL ESTADO Y LOS CIUDADANOS (artículos 1.º al 8.º)
- Título II. — DE LA JEFATURA DEL ESTADO (artículos del 9.º al 15.º)
- Título III. — DE LA ASAMBLEA DE LA REPÚBLICA (artículos del 16.º al 33.º)
- Título IV. — DE LAS RELACIONES ENTRE EL GOBIERNO Y LA ASAMBLEA DE LA REPÚBLICA (artículos del 34.º al 40.º)
- Título V. — DEL CONSEJO DE LA REPÚBLICA (artículos 41.º y 42.º)
- Título VI. — DE LAS COMPETENCIAS DEL ESTADO Y LAS PROVINCIAS (artículos 43.º y 44.º)
- Título VII — DE LAS PROVINCIAS Y MUNICIPIOS (artículos del 45.º al 49.º)
- Título VIII. — DE LA ADMINISTRACIÓN DE JUSTICIA (artículos del 50.º al 53.º)
- Título IX. — DE LAS RELACIONES INTERNACIONALES (artículos del 54.º al 57.º)
- Título X. — DE LA REFORMA CONSTITUCIONAL (artículo 58.º)
- DISPOSICIONES TRANSITORIAS
- DISPOSICIÓN COMPLEMENTARIA